# Swahilisparv
Swahilisparv (Passer suahelicus) är en fågel i familjen sparvfinkar inom ordningen tättingar.

## Utseende och läte
Swahilisparven är en rätt färglös sparv, grå med bruna vingar och mer bjärt rostbrunt på övergump och skuldror. Arten är mycket lik bysparven, men skiljs åt genom mörkare undersida, mindre kontrasterande ljus strupe och gråare rygg. Den liknar även tjocknäbbad sparv, men är mindre än denna, med mindre näbb och ljusare undersida. Lätet är ett piggt "churp" och sången består av liknande toner.

## Utbredning och systematik
Fågeln förekommer från södra Kenya till västra Tanzania, Malawi och nordvästra Moçambique. Den har ofta tidigare behandlats som en underart till bysparv och vissa gör det fortfarande.

## Levnadssätt
Swahilisparven är en generellt vanlig fågel i savann, jordbruksområden och kring bebyggelse.

## Status
Arten har ett stort utbredningsområde och beståndet anses stabilt. Internationella naturvårdsunionen IUCN listar den därför som livskraftig (LC).